# 浦东线
浦东线阮四段，与芦潮港线合称浦东铁路（一期），是上海洋山保税港工程的配套建设工程，曾被命名为上海轨道交通26号线。
金山园区站至芦潮港站全线将实施电气化工程，其中金山园区站至四团站段将复线化。四团站以东除现状芦潮港线外，还规划新建一条支线，通往上海港杭州湾港区临港新城作业区。上述工程已列入「沪乍杭铁路（上海段）」项目，正在设计与审批阶段。

## 概览
浦东铁路一期工程全长42.87千米，西边与金山支线相接，东至东海大桥北堍芦潮港铁路集装箱联运中心，总投资19.51亿元。一期工程（阮巷—平安段）于2005年12月9日全线贯通，12月9日下午，从芦潮港站发出首趟集装箱专列。原计划还有平安（四团）至外高桥的二期工程，已纳入沪通铁路项目实施建设。
2008年9月1日起，浦东铁路通行上海南站至芦潮港站的客运列车5051/5052、5053/5054次，每日共开行两对，全程运行93公里，最高时速120公里。浦东铁路是上海第一条市郊铁路客运线。在2015年天津港危化品倉庫爆炸事故发生后，因芦潮港客运站离危化品仓库（洋山港危化品堆场）过近存在安全隐患，自2015年8月27日起，车站暂停运营以接受整改，来往于上海南站与芦潮港站之间的四趟市郊列车同步停运。
随着公转铁“海铁联运”推进，浦东铁路货物列车开行规模快速增加，2024年初每日开行11对，至2025年3月达到每日18对。因线路是有缝轨道，对沿线居民区造成噪声与震动污染，亟待治理。

## 车站
- 金山园区站
- 漕泾站
- 海湾站
- 四团站
- 芦潮港站

## 沿革
- 2005年12月9日 浦东铁路一期工程贯建成
- 2008年9月1日 5051/5052、5053/5054次客运列车正式开通
- 2009年4月1日 客运列车改名为K8351/8352、K8353/8354次
- 2010年9月15日 客运列车双向增停海湾站
- 2012年9月28日 阮巷站改名为金山园区站
- 2015年8月27日 客运列车停运
- 2025年2月 复线化及南港支线选线专项规划公示[2]
- 2025年4月11日 复线化及南港支线环评首次信息公开，环评机构为中铁上海设计院集团有限公司[3]